# Faucons FC
El Faucons FC es un equipo de fútbol de Gabón que participa en la Segunda División de Gabón, la segunda liga de fútbol más importante del país.

## Historia
Fue fundado en el año 1993 en la capital Libreville con el nombre Sogéa FC y es un equipo que nunca ha sido campeón de liga ni tampoco ha ganado el torneo de copa, aunque ha llegado 3 veces a la final.
A nivel internacional ha participado en 1 torneo continental, la Copa Confederación de la CAF 2006, donde fue eliminado en la Primera Ronda por el Interclube de Angola.
En el año 2013 el club cambió su nombre por el de Faucons FC.

## Palmarés
- Copa Interclubes de Gabón: 0
  - Finalista: 3

2005, 2007, 2009

## Participación en competiciones de la CAF
| Temporada | Torneo                       | Ronda      | Club       | Casa | Visita | Global |
| --------- | ---------------------------- | ---------- | ---------- | ---- | ------ | ------ |
| 2006      | Copa Confederación de la CAF | Preliminar | AS Kabasha | 2-0  | 0-0    | 2-0    |
| 2006      | Copa Confederación de la CAF | 1          | Interclube | 1-0  | 0-2    | 1-2    |